# Egypt International 2018
Die Egypt International 2018 im Badminton fanden vom 25. bis zum 28. Oktober 2018 in Kairo statt.

## Sieger und Platzierte
| Disziplin    | Gold                                    | Silber                                  | Bronze                                   |
| ------------ | --------------------------------------- | --------------------------------------- | ---------------------------------------- |
| Herreneinzel | Ade Resky Dwicahyo                      | Gergely Krausz                          | Milan Ludík                              |
| Herreneinzel | Ade Resky Dwicahyo                      | Gergely Krausz                          | Lino Muñoz                               |
| Dameneinzel  | Thet Htar Thuzar                        | Alesia Zaitsava                         | Letshanaa A. Karupathevan                |
| Dameneinzel  | Thet Htar Thuzar                        | Alesia Zaitsava                         | Ronja Stern                              |
| Herrendoppel | Ade Resky Dwicahyo Azmy Qowimuramadhoni | Ali Ahmed El Khateeb Yogendran Krishnan | Siddharth Jakhar Akshay Kadam            |
| Herrendoppel | Ade Resky Dwicahyo Azmy Qowimuramadhoni | Ali Ahmed El Khateeb Yogendran Krishnan | Abdelrahman Abdelhakim Ahmed Salah       |
| Damendoppel  | Pooja Dandu Sanjana Santosh             | Nikoletta Bukoviczki Daniella Gonda     | Vytautė Fomkinaitė Gerda Voitechovskaja  |
| Damendoppel  | Pooja Dandu Sanjana Santosh             | Nikoletta Bukoviczki Daniella Gonda     | Anastasiya Cherniavskaya Alesia Zaitsava |
| Mixed        | Oliver Schaller Céline Burkart          | Bahaedeen Ahmad Alshannik Domou Amro    | Matthew Abela Lilit Poghosyan            |
| Mixed        | Oliver Schaller Céline Burkart          | Bahaedeen Ahmad Alshannik Domou Amro    | Ahmed Salah Hadia Hosny                  |